# Viktória Ferenc

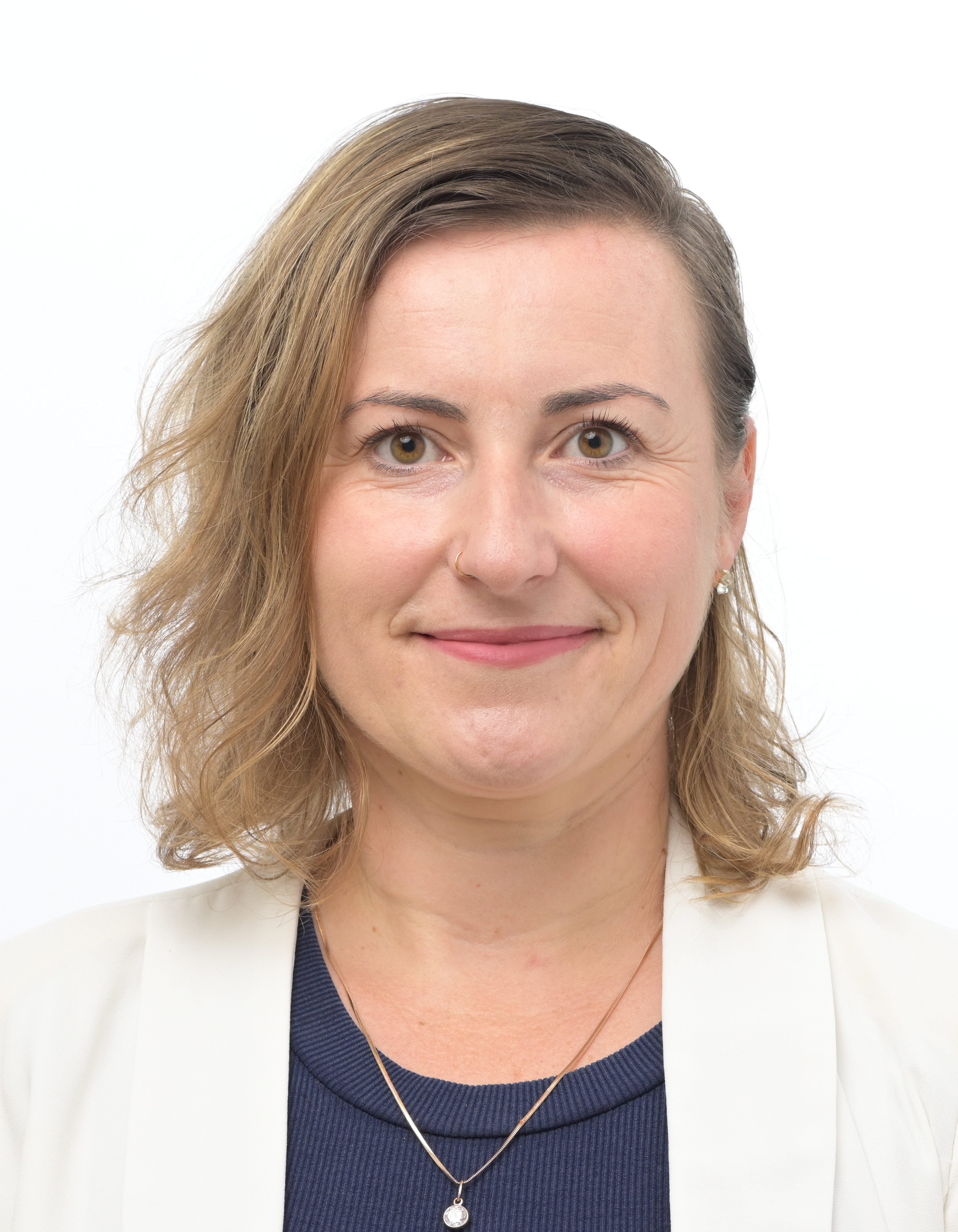
Viktória Ferenc (2024)

Viktória Ferenc (ukrainisch Вікторія Ференц, * 12. Juni 1984 in Pawlowo, Rajon Uschhorod, Ukrainische Sozialistische Sowjetrepublik) ist eine ukrainisch-ungarische Sprachwissenschaftlerin und Politikerin; sie ist seit 2024 Abgeordnete im Europäischen Parlament.

## Werdegang
Viktória Ferenc wuchs in einer ungarischsprachigen Familie auf und besuchte eine zweisprachige Schule in Schyschliwzi, an der in Ukrainisch wie auch Ungarisch unterrichtet wurde. Sie studierte von 2001 bis 2006 an der Transkarpatischen Hochschule II. Rákóczi Ferenc in Berehowe englische Sprache und Literatur sowie Geschichte. Danach absolvierte sie ein Doktoratsstudium in angewandter und Soziolinguistik an der Universität Pécs und wurde dort im Jahr 2012 promoviert. Danach war sie wissenschaftliche Mitarbeiterin am Nationalen Forschungsinstitut für Politik. Ab 2016 war sie zudem Redaktionsmitglied der Zeitschrift Kisebbségi Szemle (Minderheitenrundschau) sowie der Zeitschrift Hungarian Journal of Minority Studies. Seit 2020 ist sie als Dozentin an der Transkarpatischen Hochschule II. Rákóczi Ferenc in Berehowe im Bereich Sprachwissenschaft tätig. Viktória Ferenc ist Autorin zahlreicher Publikationen.
2024 kandidierte sie auf Platz sieben der Liste des Parteienbündnisses Fidesz-KDNP bei der Europawahl und erhielt so einen Sitz als Abgeordnete im Europäischen Parlament.
Viktória Ferenc spricht neben Ungarisch und Ukrainisch, fließend Englisch und Spanisch.